# Đông Khuyết đài
Đông Khuyết đài là một khuyết đài nằm chính giữa mặt đông của Hoàng thành Huế, phía tây giáp Phủ nội vụ và vườn Cơ Hạ, phía nam cách cửa Hiển Nhơn 50 m, phía đông đối diện với hồ Ngoại Kim Thủy và đường Đoàn Thị Điểm, phía bắc giáp tường của Hoàng thành.

## Lịch sử
Đông Khuyết đài được xây dựng dưới thời vua Gia Long (năm 1804) cùng với 3 khuyết đài khác là Bắc Khuyết đài, Tây Khuyết đài và Nam Khuyết đài. Để phục vụ cho việc quan sát và phòng thủ, trên mỗi đài đều có xây một nhà vuông, lợp ngói phẳng.
Đến năm Minh Mạng thứ 10 (1830) nhân lễ tứ tuần đại khánh của mình, nhà vua đã cho sửa sang lại Đông Khuyết đài và tô màu vàng. Đến năm 1839, vua Minh Mạng tiếp tục cho sửa sang Đông Khuyết đài.
Trải qua chiến tranh và thời tiết công trình dần bị xuống cấp, đổ nát và hoang phế. Năm 2011, Trung tâm Bảo tồn di tích Cố đô Huế đã tiến hành thăm dò sơ bộ khảo cổ nền móng di tích Đông Khuyết Đài. Đến đầu năm 2013, công trình được khởi công phục dựng và hoàn thành vào tháng 11 năm 2023 với tổng mức đầu tư 11 tỷ đồng.